# François Pécheux
Pour les articles homonymes, voir Pécheux.
François Pécheux est un journaliste français, né le 14 juillet 1965 à Saumur, Maine-et-Loire.

## Parcours
Après son baccalauréat, il étudie à l'IPJ, puis au Celsa en section Journalisme.
Il travaille à France Info, TF1, puis au service des sports sur Canal+.
Sur Canal+, il produit et anime pendant trois saisons les émissions du samedi : C’est ouvert le samedi de 1998 à 2000 puis [votre] Nulle part ailleurs durant la saison 2000/2001 qui changea de nom en janvier 2001 pour Un monde de brutes. Ces émissions étaient produites par sa société 2P2L (Pourquoi Pas La Lune - 2P2L Télévision). Toujours sur Canal+, il anime les JTO (Journaux Télévisés Olympiques) à Barcelone et Atlanta pour lesquels il recevra deux micros d’or, meilleur magazine sportif en 1994 et en 1997 et imagine, en 1998, le Journal de François Pécheux, 44 émissions en direct pendant la Coupe du monde.
Sur Paris Première, il produit et anime L’Écho des Coulisses pendant trois saisons.
Sur France 3, de septembre 2002 à décembre 2005, il présente et produit Mon Kanar, le seul journal télévisé destiné aux 6-12 ans.
De septembre 2005 à juillet 2010 sur W9, il anime un magazine hebdomadaire Enquête d'action.
Pendant l'Euro 2008, il anime chaque soir sur W9 Le mag de l'Euro avec Sidonie Bonnec.
Il rentre à Disney Channel (en parallèle de W9) pour présenter le nouveau journal de la chaîne. Une édition à 12h30 et une autre à 20h30 du lundi au vendredi.
À partir du 6 septembre 2010, il présente une émission en direct et en duplex de deux régions, tous les jours à 13 h sur France 3 Direct chez vous !. En raison des audiences insuffisantes, le programme est radié de France 3 à la rentrée de janvier 2011. La dernière émission a été diffusée à la veille des vacances de Noël, le 17 décembre 2010.
À partir du 18 avril 2011, il animait Foot & Co une émission quotidienne sur l'Equipe TV il a été remplacé par Jean-Christophe Drouet.
À partir du 5 octobre 2011, il animait « Une semaine d'enfer » tous les mardis en deuxième partie de soirée sur France 4. Le programme est arrêté fin février 2012 du fait de la faible audience.
À partir du 4 juin 2012, il anime Midi Factory sur beIN Sport 1, mais l'émission n'a pas été prolongée pour la saison 2013-2014.
Depuis 2018, il anime et produit la série documentaire Au bout c'est la mer sur France 5.

## Divers
Il est cofondateur en 1995 de la société de production 2P2L avec Stéphane Meunier et Jérôme Caza.